# كيث كارادين
كيث كارادين (بالإنجليزية: Keith Carradine)‏ مواليد 8 أغسطس 1949 في كاليفورنيا، الولايات المتحدة، هو ممثل أمريكي بدأ مسيرته الفنية عام 1971.

## الأعمال
- طفلة جميلة
- عقول إجرامية
- نظرية الانفجار العظيم
- إن سي آي إس
- هيتمان: أبسولوشن
- [6]

## وصلات خارجية
- كيث كارادين على موقع IMDb (الإنجليزية)
- كيث كارادين على موقع روتن توميتوز (الإنجليزية)
- كيث كارادين على موقع ألو سيني (الفرنسية)
- كيث كارادين على موقع ميوزك برينز (الإنجليزية)
- كيث كارادين على موقع تيرنر كلاسيك موفيز (الإنجليزية)
- كيث كارادين على موقع أول موفي (الإنجليزية)
- كيث كارادين على موقع قاعدة بيانات برودواي على الإنترنت (الإنجليزية)
- كيث كارادين على موقع قاعدة بيانات برودواي على الإنترنت (الإنجليزية)
- كيث كارادين على موقع قاعدة بيانات الأفلام السويدية (السويدية)
- كيث كارادين على موقع إن إن دي بي (الإنجليزية)